# イヴァン・アルティポリ
イヴァン・アルティポリ(Ivan Artipoli、1986年3月24日 - )は、イタリア出身のサッカー選手。ポジションはDF。

## 経歴
ペスカーラのプリマヴェーラ出身。2004年夏、サンプドリアに移籍するも、出場はゼロ。2005年夏、プラートへレンタル移籍。2007年夏、サンプドリアとの共同保有の形で、ラツィオに移籍。しかし、ラツィオではわずか1試合の出場にとどまった。2008年夏、モデナへレンタル移籍をした。2010年1月、フォッジャへレンタル移籍。

## 所属クラブ
- ペスカーラ・カルチョ 2003-2004
- UCサンプドリア 2004-2005

→ ACプラート 2005-2007 (loan)
- SSラツィオ 2007-2012

→ モデナFC 2008-2009 (loan)
→ USフォッジャ 2010 (loan)